# خوش شانسی لوئی
خوش شانسی لوئی (انگلیسی: Lucky Louie) یک مجموعه تلویزیونی کمدی موقعیت آمریکایی است که توسط لوئی سی.کی. ساخته شده‌است. این مجموعه از سال ۲۰۰۶ در اچ‌بی‌او آمریکا پخش شد. این سریال یک فصل هم در کانادا انتشار یافت.

## بازیگران
- لوئی سی.کی.
- پاملا ادلون
- کلی گلد
- مایک هاگرتی
- جیم نورتون